# Classe Kanimbla
La classe Kanimbla è stata una classe di due Landing Platform Dock (LPD) in servizio nella Royal Australian Navy (RAN).
Le due navi erano in origine due Landing Ship Tank della classe Newport della US Navy; le due navi furono acquisite dalla Royal Australian Navy e trasformate in Landing Platform Amphibious (LPA).
Le due navi sono state sostituite dalla classe Canberra.

## Unità
| Originale                     | Nome                 | Costruttore                                                                | Impostazione   | Varo             | Commissionata (nella RAN) | Decommissionata (dalla RAN) | Stato                  |
| ----------------------------- | -------------------- | -------------------------------------------------------------------------- | -------------- | ---------------- | ------------------------- | --------------------------- | ---------------------- |
| USS Saginaw (LST-1188)        | HMAS Kanimbla (L 51) | NASSCO, San Diego (costruzione). Forgacs Dockyard, Newcastle (conversione) | 24 maggio 1969 | 7 febbraio 1970  | 29 agosto 1994            | 25 novembre 2011            | Demolita a New Orleans |
| USS Fairfax County (LST-1193) | HMAS Manoora (L 52)  | NASSCO, San Diego (costruzione). Forgacs Dockyard, Newcastle (conversione) | 28 marzo 1970  | 19 dicembre 1970 | 25 novembre 1994          | 27 maggio 2011              | Demolita a New Orleans |